# Ogiek

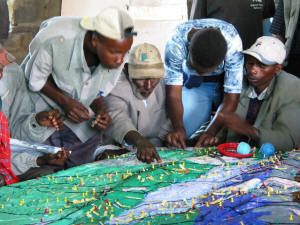
Pueblos Ogiek localizando sus conocimientos espaciales tradicionales en un Modelo Participativo 3D, Nessuit, Mau Forest Complex, Kenia

Los ogiek , okiek o akiek (aunque el término akiek en ocasiones se refiere a un subgrupo distinto), son un pueblo indígena que vive en el noroeste de Tanzania, en el sur de Kenia (en el bosque Mau) y en el oeste de Kenia (en el bosque del Monte Elgon). En el año 2000 se estimó la población de los ogiek en unos 36.869, aunque sólo unos 500 hablan la lengua akiek. Muchos ogiek han adoptado la lengua de los pueblos en su alrededor: los akiek en el norte de Tanzania hablan ahora maasai y los akiek de Kinare, Kenia, hablan el gikuyu. Los ogiek son uno de varios pueblos de cazadores-recolectores en Kenia y Tanzania a los que se aplicaba el término dorobo o ndorobo. Un término de origen maasai que hoy en día tiene una connotación peyorativa. 

## Conflictos por la tierra
El Gobierno ha intentado repetidamente expulsar a los ogiek de sus tierras ancestrales, argumentando que su presencia degrada los bosques, a pesar de que gran parte de esos bosques luego se venden a empresas madereras y plantaciones de té. Recientemente, además, se ha producido una llegada masiva de colonos ilegales que también ha causado graves daños medioambientales. 
Los ogiek han presentado numerosas demandas contra el Gobierno por un tratamiento injusto y por el desposeimiento ilegal de sus tierras.